# Téctum

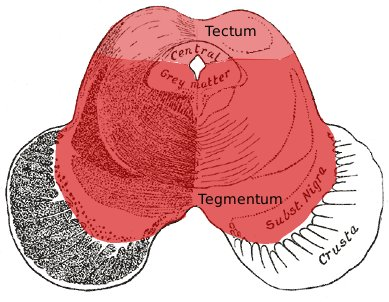
Vista axial esquemática del mesencéfalo que muestra el tecto superior y el tegmento inferior

Téctum en su traducción en  latín que significa «techo»: «parte interior y superior que cubre o cierra un edificio o habitación».
Consiste en 4 cuerpos nodulares, 2 colículos superiores y 2 coliculos inferiores ,
los 2 superiores controlan los movimientos oculares 
los 2 inferiores producen reacciones motoras ante señales auditivas